# Наташа Гурницька
Наташа Гурницька (пол. Natasza Górnicka; нар. 16 липня 1989, Ополе, Польща) — польська футболістка, захисниця.

## Життєпис
Спочатку займалася карате.
У 2008 році перейшла до АЗС (Вроцлав). Починаючи з весняної частини сезону 2011/12 років виступала за «Унію» (Ратибор). Раніше вона також грала в «Медику» (Коніна), Унія (Ополе) та «Рульнік» (Беджиховіце). Після завершення осінньої частини сезону 2013/2014 року «Унія» (Ратибор) в результаті виходу з Екстраліги перейшла до «Гурника» (Ленчна). 12 листопада 2017 року в матчі проти АЗС ПСВ (Бяла-Підляска) зіграла свій 200-й матч на рівні Екстракляси.
Виступала за національну збірну Польщі.